# Hôpital Nasser
L'hôpital Nasser, également appelé complexe médical Nasser, situé à Khan Younès, est l'un des plus grands hôpitaux de la bande de Gaza, en Palestine.
Depuis le 18 février 2024, l'hôpital n'est plus fonctionnel. Pendant la guerre à Gaza, cet établissement fait l'objet d'un siège (en) et de multiples attaques de la part de Tsahal. Il s'agit alors de l'un des derniers hôpitaux actifs à Khan Younès, dans le sud de la bande de Gaza, et l'un des derniers hôpitaux fonctionnels dans toute la bande de Gaza.
Fin avril, un charnier est découvert, contenant 392 corps de jeunes hommes, de femmes et d'enfants. Les corps présentent des signes de torture et d'exécution, dont une dizaine de victimes ont été retrouvés les mains liées. En réponse, les FDI déclarent que toute « affirmation selon laquelle les FDI auraient enterré des corps palestiniens est irrecevable et infondée ». Les FDI déclarent à CNN qu'au cours de son opération « dans la zone de l'hôpital Nasser, conformément aux efforts déployés pour localiser les otages et les personnes disparues, les corps enterrés par les Palestiniens dans la zone de l'hôpital Nasser ont été examinés ». Tsahal déclare également que « les corps examinés, qui n'appartenaient pas à des otages israéliens, ont été remis à leur place ».